# Wellington Management Company
Wellington Management Company er en amerikansk investeringsforvaltningsvirksomhed med hovedkvarter i Boston, Massachusetts. De har aktiver under forvaltning for 1,4 billioner USD. De fungerer som investeringsrådgivere for over 2.200 institutioner i over 60 lande.
I 1928 i Philadelphia etablerede Walter L. Morgan en investeringsforening, the Wellington Fund. Wellington Management Company blev registreret i 1933.